# Festival Elsy Jacobs 2019
La 12e édition du Festival luxembourgeois du cyclisme féminin Elsy Jacobs a lieu du 10 au 12 mai 2019. La course fait partie du calendrier international féminin UCI 2019 en catégorie 2.1.
Demi Vollering gagne le prologue. Marta Lach la première étape. Lisa Brennauer remporte la dernière étape et ainsi le classement général et le classement par points. Demi Vollering est deuxième et Elizabeth Banks troisième. Franziska Koch est la meilleure jeune et Sofie de Vuyst la meilleure grimpeuse.

## Équipes
| Équipes féminines professionnelles (13)- Astana Women's - BePink - Bigla - BTC City Ljubljana - CCC-Liv - Charente-Maritime Women Cycling - Drops - Eurotarget-Bianchi-Vitasana - FDJ-Nouvelle Aquitaine-Futuroscope - Mexx-Watersley International - Parkhotel Valkenburg-Destil - Valcar Cylance - WNT-Rotor Pro Cycling Équipe nationale- Luxembourg Équipe féminines amateur (5)- Andy Schleck Cycles-Immo Losch - d.velop cloud-cycle cafe ladies - Keukens Redant - Remax - Torelli-Assure Équipe régionale et de club- Centre mondial du cyclisme |
| |

## Étapes
| Étape     | Date   | Villes étapes         | type            | Distance (km) | Vainqueur d'étape | Leader du classement général |
| --------- | ------ | --------------------- | --------------- | ------------- | ----------------- | ---------------------------- |
| Prologue  | 10 mai | Cessange – Cessange   | prologue        | 2,8           | Demi Vollering    | Demi Vollering               |
| 1re étape | 11 mai | Steinfort – Steinfort | étape vallonnée | 107,1         | Marta Lach        | Demi Vollering               |
| 2e étape  | 12 mai | Garnich – Garnich     | étape vallonnée | 111,1         | Lisa Brennauer    | Lisa Brennauer               |

## Déroulement de la course

### Prologue
Demi Vollering remporte le prologue devant l'Allemande Lisa Brennauer,.
| \| Classement de l'étape \| Classement de l'étape \| Classement de l'étape \| Classement de l'étape \| Classement de l'étape \| \| Coureuse \| Coureuse \| Pays \| Équipe \| Temps \| \| --------------------- \| --------------------- \| --------------------- \| ---------------------------------- \| --------------------- \| \| 1re \| Demi Vollering \| Pays-Bas \| Parkhotel Valkenburg \| 4 min 17 s \| \| 2e \| Lisa Brennauer \| Allemagne \| WNT-Rotor Pro Cycling \| + 6 s \| \| 3e \| Riejanne Markus \| Pays-Bas \| CCC-Liv \| + 8 s \| \| 4e \| Marlen Reusser \| Suisse \| Centre mondial du cyclisme \| + 10 s \| \| 5e \| Kathrin Hammes \| Allemagne \| WNT-Rotor Pro Cycling \| + 12 s \| \| 6e \| Clara Koppenburg \| Allemagne \| WNT-Rotor Pro Cycling \| + 12 s \| \| 7e \| Emilia Fahlin \| Suède \| FDJ-Nouvelle Aquitaine-Futuroscope \| + 13 s \| \| 8e \| Elizabeth Banks \| Royaume-Uni \| Bigla \| + 13 s \| \| 9e \| Anna Christian \| Royaume-Uni \| Drops \| + 13 s \| \| 10e \| Franziska Koch \| Allemagne \| Watersley International \| + 15 s \| |                  |             |                                    |            |
| |                  |             |                                    |            |
| |                  |             |                                    |            |
| Classement de l'étape |                  |             |                                    |            |
| Coureuse | Coureuse         | Pays        | Équipe                             | Temps      |
| 1re | Demi Vollering   | Pays-Bas    | Parkhotel Valkenburg               | 4 min 17 s |
| 2e | Lisa Brennauer   | Allemagne   | WNT-Rotor Pro Cycling              | + 6 s      |
| 3e | Riejanne Markus  | Pays-Bas    | CCC-Liv                            | + 8 s      |
| 4e | Marlen Reusser   | Suisse      | Centre mondial du cyclisme         | + 10 s     |
| 5e | Kathrin Hammes   | Allemagne   | WNT-Rotor Pro Cycling              | + 12 s     |
| 6e | Clara Koppenburg | Allemagne   | WNT-Rotor Pro Cycling              | + 12 s     |
| 7e | Emilia Fahlin    | Suède       | FDJ-Nouvelle Aquitaine-Futuroscope | + 13 s     |
| 8e | Elizabeth Banks  | Royaume-Uni | Bigla                              | + 13 s     |
| 9e | Anna Christian   | Royaume-Uni | Drops                              | + 13 s     |
| 10e | Franziska Koch   | Allemagne   | Watersley International            | + 15 s     |

| \| Classement général \| Classement général \| Classement général \| Classement général \| Classement général \| \| Coureuse \| Coureuse \| Pays \| Équipe \| Temps \| \| ------------------ \| ------------------ \| ------------------ \| ---------------------------------- \| ------------------ \| \| 1re \| Demi Vollering \| Pays-Bas \| Parkhotel Valkenburg \| 4 min 17 s \| \| 2e \| Lisa Brennauer \| Allemagne \| WNT-Rotor Pro Cycling \| + 6 s \| \| 3e \| Riejanne Markus \| Pays-Bas \| CCC-Liv \| + 8 s \| \| 4e \| Marlen Reusser \| Suisse \| Centre mondial du cyclisme \| + 10 s \| \| 5e \| Kathrin Hammes \| Allemagne \| WNT-Rotor Pro Cycling \| + 12 s \| \| 6e \| Clara Koppenburg \| Allemagne \| WNT-Rotor Pro Cycling \| + 12 s \| \| 7e \| Emilia Fahlin \| Suède \| FDJ-Nouvelle Aquitaine-Futuroscope \| + 13 s \| \| 8e \| Elizabeth Banks \| Royaume-Uni \| Bigla \| + 13 s \| \| 9e \| Anna Christian \| Royaume-Uni \| Drops \| + 13 s \| \| 10e \| Franziska Koch \| Allemagne \| Watersley International \| + 15 s \| |                  |             |                                    |            |
| |                  |             |                                    |            |
| |                  |             |                                    |            |
| Classement général |                  |             |                                    |            |
| Coureuse | Coureuse         | Pays        | Équipe                             | Temps      |
| 1re | Demi Vollering   | Pays-Bas    | Parkhotel Valkenburg               | 4 min 17 s |
| 2e | Lisa Brennauer   | Allemagne   | WNT-Rotor Pro Cycling              | + 6 s      |
| 3e | Riejanne Markus  | Pays-Bas    | CCC-Liv                            | + 8 s      |
| 4e | Marlen Reusser   | Suisse      | Centre mondial du cyclisme         | + 10 s     |
| 5e | Kathrin Hammes   | Allemagne   | WNT-Rotor Pro Cycling              | + 12 s     |
| 6e | Clara Koppenburg | Allemagne   | WNT-Rotor Pro Cycling              | + 12 s     |
| 7e | Emilia Fahlin    | Suède       | FDJ-Nouvelle Aquitaine-Futuroscope | + 13 s     |
| 8e | Elizabeth Banks  | Royaume-Uni | Bigla                              | + 13 s     |
| 9e | Anna Christian   | Royaume-Uni | Drops                              | + 13 s     |
| 10e | Franziska Koch   | Allemagne   | Watersley International            | + 15 s     |

### 1reétape
Elena Pirrone  attaque en début d'étape. Elle est ensuite rejointe par cinq autres coureuses. Plus tard, Marta Lach, Franziska Koch et Elizabeth Banks sortent. La première s'impose et la seconde effectue une bonne opération au classement général.
| \| Classement de l'étape \| Classement de l'étape \| Classement de l'étape \| Classement de l'étape \| Classement de l'étape \| \| Coureuse \| Coureuse \| Pays \| Équipe \| Temps \| \| --------------------- \| ------------------------- \| --------------------- \| ---------------------------------- \| --------------------- \| \| 1re \| Marta Lach \| Pologne \| CCC-Liv \| 2 h 49 min 06 s \| \| 2e \| Elizabeth Banks \| Royaume-Uni \| Bigla \| + 0 s \| \| 3e \| Franziska Koch \| Allemagne \| Watersley International \| + 0 s \| \| 4e \| Demi Vollering \| Pays-Bas \| Parkhotel Valkenburg \| + 5 s \| \| 5e \| Emilia Fahlin \| Suède \| FDJ-Nouvelle Aquitaine-Futuroscope \| + 5 s \| \| 6e \| Christine Majerus \| Luxembourg \| Luxembourg \| + 5 s \| \| 7e \| Stine Borgli \| Norvège \| Keukens Redant \| + 6 s \| \| 8e \| Maria Giulia Confalonieri \| Italie \| Valcar Cylance \| + 6 s \| \| 9e \| Lisa Brennauer \| Allemagne \| WNT-Rotor Pro Cycling \| + 6 s \| \| 10e \| Marlen Reusser \| Suisse \| Centre mondial du cyclisme \| + 6 s \| |                           |             |                                    |                 |
| |                           |             |                                    |                 |
| |                           |             |                                    |                 |
| Classement de l'étape |                           |             |                                    |                 |
| Coureuse | Coureuse                  | Pays        | Équipe                             | Temps           |
| 1re | Marta Lach                | Pologne     | CCC-Liv                            | 2 h 49 min 06 s |
| 2e | Elizabeth Banks           | Royaume-Uni | Bigla                              | + 0 s           |
| 3e | Franziska Koch            | Allemagne   | Watersley International            | + 0 s           |
| 4e | Demi Vollering            | Pays-Bas    | Parkhotel Valkenburg               | + 5 s           |
| 5e | Emilia Fahlin             | Suède       | FDJ-Nouvelle Aquitaine-Futuroscope | + 5 s           |
| 6e | Christine Majerus         | Luxembourg  | Luxembourg                         | + 5 s           |
| 7e | Stine Borgli              | Norvège     | Keukens Redant                     | + 6 s           |
| 8e | Maria Giulia Confalonieri | Italie      | Valcar Cylance                     | + 6 s           |
| 9e | Lisa Brennauer            | Allemagne   | WNT-Rotor Pro Cycling              | + 6 s           |
| 10e | Marlen Reusser            | Suisse      | Centre mondial du cyclisme         | + 6 s           |

| \| Classement général \| Classement général \| Classement général \| Classement général \| Classement général \| \| Coureuse \| Coureuse \| Pays \| Équipe \| Temps \| \| ------------------ \| ------------------ \| ------------------ \| ---------------------------------- \| ------------------ \| \| 1re \| Demi Vollering \| Pays-Bas \| Parkhotel Valkenburg \| 2 h 53 min 28 s \| \| 2e \| Elizabeth Banks \| Royaume-Uni \| Bigla \| + 2 s \| \| 3e \| Franziska Koch \| Allemagne \| Watersley International \| + 6 s \| \| 4e \| Lisa Brennauer \| Allemagne \| WNT-Rotor Pro Cycling \| + 7 s \| \| 5e \| Riejanne Markus \| Pays-Bas \| CCC-Liv \| + 9 s \| \| 6e \| Marlen Reusser \| Suisse \| Centre mondial du cyclisme \| + 11 s \| \| 7e \| Emilia Fahlin \| Suède \| FDJ-Nouvelle Aquitaine-Futuroscope \| + 13 s \| \| 8e \| Kathrin Hammes \| Allemagne \| WNT-Rotor Pro Cycling \| + 16 s \| \| 9e \| Christine Majerus \| Luxembourg \| Luxembourg \| + 16 s \| \| 10e \| Stine Borgli \| Norvège \| Keukens Redant \| + 17 s \| |                   |             |                                    |                 |
| |                   |             |                                    |                 |
| |                   |             |                                    |                 |
| Classement général |                   |             |                                    |                 |
| Coureuse | Coureuse          | Pays        | Équipe                             | Temps           |
| 1re | Demi Vollering    | Pays-Bas    | Parkhotel Valkenburg               | 2 h 53 min 28 s |
| 2e | Elizabeth Banks   | Royaume-Uni | Bigla                              | + 2 s           |
| 3e | Franziska Koch    | Allemagne   | Watersley International            | + 6 s           |
| 4e | Lisa Brennauer    | Allemagne   | WNT-Rotor Pro Cycling              | + 7 s           |
| 5e | Riejanne Markus   | Pays-Bas    | CCC-Liv                            | + 9 s           |
| 6e | Marlen Reusser    | Suisse      | Centre mondial du cyclisme         | + 11 s          |
| 7e | Emilia Fahlin     | Suède       | FDJ-Nouvelle Aquitaine-Futuroscope | + 13 s          |
| 8e | Kathrin Hammes    | Allemagne   | WNT-Rotor Pro Cycling              | + 16 s          |
| 9e | Christine Majerus | Luxembourg  | Luxembourg                         | + 16 s          |
| 10e | Stine Borgli      | Norvège     | Keukens Redant                     | + 17 s          |

### 2eétape
L'équipe WNT durcie l'étape. Elles sont une trentaine à se disputer la victoire au sprint. Lisa Brennauer s'impose et remporte ainsi le classement général.
| \| Classement de l'étape \| Classement de l'étape \| Classement de l'étape \| Classement de l'étape \| Classement de l'étape \| \| Coureuse \| Coureuse \| Pays \| Équipe \| Temps \| \| --------------------- \| ------------------------- \| --------------------- \| ---------------------------------- \| --------------------- \| \| 1re \| Lisa Brennauer \| Allemagne \| WNT-Rotor Pro Cycling \| 2 h 59 min 37 s \| \| 2e \| Emilia Fahlin \| Suède \| FDJ-Nouvelle Aquitaine-Futuroscope \| + 0 s \| \| 3e \| Maria Giulia Confalonieri \| Italie \| Valcar Cylance \| + 0 s \| \| 4e \| Christine Majerus \| Luxembourg \| Luxembourg \| + 0 s \| \| 5e \| Demi Vollering \| Pays-Bas \| Parkhotel Valkenburg \| + 0 s \| \| 6e \| Elizabeth Banks \| Royaume-Uni \| Bigla \| + 0 s \| \| 7e \| Evy Kuijpers \| Pays-Bas \| CCC-Liv \| + 0 s \| \| 8e \| Arianna Fidanza \| Italie \| Eurotarget-Bianchi-Vitasana \| + 0 s \| \| 9e \| Elena Pirrone \| Italie \| Astana Women's Team \| + 0 s \| \| 10e \| Riejanne Markus \| Pays-Bas \| CCC-Liv \| + 0 s \| |                           |             |                                    |                 |
| |                           |             |                                    |                 |
| |                           |             |                                    |                 |
| Classement de l'étape |                           |             |                                    |                 |
| Coureuse | Coureuse                  | Pays        | Équipe                             | Temps           |
| 1re | Lisa Brennauer            | Allemagne   | WNT-Rotor Pro Cycling              | 2 h 59 min 37 s |
| 2e | Emilia Fahlin             | Suède       | FDJ-Nouvelle Aquitaine-Futuroscope | + 0 s           |
| 3e | Maria Giulia Confalonieri | Italie      | Valcar Cylance                     | + 0 s           |
| 4e | Christine Majerus         | Luxembourg  | Luxembourg                         | + 0 s           |
| 5e | Demi Vollering            | Pays-Bas    | Parkhotel Valkenburg               | + 0 s           |
| 6e | Elizabeth Banks           | Royaume-Uni | Bigla                              | + 0 s           |
| 7e | Evy Kuijpers              | Pays-Bas    | CCC-Liv                            | + 0 s           |
| 8e | Arianna Fidanza           | Italie      | Eurotarget-Bianchi-Vitasana        | + 0 s           |
| 9e | Elena Pirrone             | Italie      | Astana Women's Team                | + 0 s           |
| 10e | Riejanne Markus           | Pays-Bas    | CCC-Liv                            | + 0 s           |

## Classements finals

### Classement général final
| \| Classement général \| Classement général \| Classement général \| Classement général \| Classement général \| \| Coureuse \| Coureuse \| Pays \| Équipe \| Temps \| \| ------------------ \| ------------------------- \| ------------------ \| ---------------------------------- \| ------------------ \| \| 1re \| Lisa Brennauer \| Allemagne \| WNT-Rotor Pro Cycling \| 5 h 53 min 02 s \| \| 2e \| Demi Vollering \| Pays-Bas \| Parkhotel Valkenburg \| + 3 s \| \| 3e \| Elizabeth Banks \| Royaume-Uni \| Bigla \| + 5 s \| \| 4e \| Franziska Koch \| Allemagne \| Watersley International \| + 9 s \| \| 5e \| Emilia Fahlin \| Suède \| FDJ-Nouvelle Aquitaine-Futuroscope \| + 10 s \| \| 6e \| Riejanne Markus \| Pays-Bas \| CCC-Liv \| + 12 s \| \| 7e \| Maria Giulia Confalonieri \| Italie \| Valcar Cylance \| + 19 s \| \| 8e \| Kathrin Hammes \| Allemagne \| WNT-Rotor Pro Cycling \| + 19 s \| \| 9e \| Christine Majerus \| Luxembourg \| Luxembourg \| + 19 s \| \| 10e \| Stine Borgli \| Norvège \| Keukens Redant \| + 20 s \| |                           |             |                                    |                 |
| |                           |             |                                    |                 |
| |                           |             |                                    |                 |
| Classement général |                           |             |                                    |                 |
| Coureuse | Coureuse                  | Pays        | Équipe                             | Temps           |
| 1re | Lisa Brennauer            | Allemagne   | WNT-Rotor Pro Cycling              | 5 h 53 min 02 s |
| 2e | Demi Vollering            | Pays-Bas    | Parkhotel Valkenburg               | + 3 s           |
| 3e | Elizabeth Banks           | Royaume-Uni | Bigla                              | + 5 s           |
| 4e | Franziska Koch            | Allemagne   | Watersley International            | + 9 s           |
| 5e | Emilia Fahlin             | Suède       | FDJ-Nouvelle Aquitaine-Futuroscope | + 10 s          |
| 6e | Riejanne Markus           | Pays-Bas    | CCC-Liv                            | + 12 s          |
| 7e | Maria Giulia Confalonieri | Italie      | Valcar Cylance                     | + 19 s          |
| 8e | Kathrin Hammes            | Allemagne   | WNT-Rotor Pro Cycling              | + 19 s          |
| 9e | Christine Majerus         | Luxembourg  | Luxembourg                         | + 19 s          |
| 10e | Stine Borgli              | Norvège     | Keukens Redant                     | + 20 s          |

### Points UCI
| Position           | 1er | 2e | 3e | 4e | 5e | 6e | 7e | 8e | 9e | 10e | 11e | 12e | 13e à 15e | 16e à 25e |
| Classement général | 125 | 85 | 70 | 60 | 50 | 40 | 35 | 30 | 25 | 20  | 15  | 10  | 5         | 3         |
| Par étape          | 16  | 12 | 8  | 6  | 5  | 4  | 3  | 2  |    |     |     |     |           |           |
| Leader, par étape  | 3   |    |    |    |    |    |    |    |    |     |     |     |           |           |

### Classements annexes
| Classement par points | Classement par points     | Classement par points | Classement par points              | Classement par points |
| Coureuse              | Coureuse                  | Pays                  | Équipe                             | Points                |
| --------------------- | ------------------------- | --------------------- | ---------------------------------- | --------------------- |
| 1re                   | Lisa Brennauer            | Allemagne             | WNT-Rotor Pro Cycling              | 23 pts                |
| 2e                    | Demi Vollering            | Pays-Bas              | Parkhotel Valkenburg               | 23 pts                |
| 3e                    | Emilia Fahlin             | Suède                 | FDJ-Nouvelle Aquitaine-Futuroscope | 19 pts                |
| 4e                    | Elizabeth Banks           | Royaume-Uni           | Bigla                              | 18 pts                |
| 5e                    | Marta Lach                | Pologne               | CCC-Liv                            | 15 pts                |
| 6e                    | Maria Giulia Confalonieri | Italie                | Valcar Cylance                     | 14 pts                |
| 7e                    | Christine Majerus         | Luxembourg            | Boels Dolmans                      | 14 pts                |
| 8e                    | Franziska Koch            | Allemagne             | Watersley International            | 10 pts                |
| 9e                    | Riejanne Markus           | Pays-Bas              | CCC-Liv                            | 6 pts                 |
| 10e                   | Stine Borgli              | Norvège               | Keukens Redant                     | 5 pts                 |

| Classement par points | Classement par points     | Classement par points | Classement par points              | Classement par points |
| Coureuse              | Coureuse                  | Pays                  | Équipe                             | Points                |
| --------------------- | ------------------------- | --------------------- | ---------------------------------- | --------------------- |
| 1re                   | Lisa Brennauer            | Allemagne             | WNT-Rotor Pro Cycling              | 23 pts                |
| 2e                    | Demi Vollering            | Pays-Bas              | Parkhotel Valkenburg               | 23 pts                |
| 3e                    | Emilia Fahlin             | Suède                 | FDJ-Nouvelle Aquitaine-Futuroscope | 19 pts                |
| 4e                    | Elizabeth Banks           | Royaume-Uni           | Bigla                              | 18 pts                |
| 5e                    | Marta Lach                | Pologne               | CCC-Liv                            | 15 pts                |
| 6e                    | Maria Giulia Confalonieri | Italie                | Valcar Cylance                     | 14 pts                |
| 7e                    | Christine Majerus         | Luxembourg            | Boels Dolmans                      | 14 pts                |
| 8e                    | Franziska Koch            | Allemagne             | Watersley International            | 10 pts                |
| 9e                    | Riejanne Markus           | Pays-Bas              | CCC-Liv                            | 6 pts                 |
| 10e                   | Stine Borgli              | Norvège               | Keukens Redant                     | 5 pts                 |

| Classement de la montagne | Classement de la montagne | Classement de la montagne | Classement de la montagne | Classement de la montagne |
| Coureuse                  | Coureuse                  | Pays                      | Équipe                    | Points                    |
| ------------------------- | ------------------------- | ------------------------- | ------------------------- | ------------------------- |
| 1re                       | Sofie De Vuyst            | Belgique                  | Parkhotel Valkenburg      | 16 pts                    |
| 2e                        | Erica Magnaldi            | Italie                    | WNT-Rotor Pro Cycling     | 9 pts                     |
| 3e                        | Urša Pintar               | Slovénie                  | BTC City Ljubljana        | 8 pts                     |
| 4e                        | Sophie Wright             | Royaume-Uni               | Bigla                     | 7 pts                     |
| 5e                        | Olga Shekel               | Ukraine                   | Astana Women's Team       | 5 pts                     |
| 6e                        | Elena Pirrone             | Italie                    | Astana Women's Team       | 5 pts                     |
| 7e                        | Lisa Brennauer            | Allemagne                 | WNT-Rotor Pro Cycling     | 1 pt                      |
| 8e                        | Elizabeth Banks           | Royaume-Uni               | Bigla                     | 1 pt                      |
| 9e                        | Kathrin Hammes            | Allemagne                 | WNT-Rotor Pro Cycling     | 1 pt                      |
| 10e                       | Christine Majerus         | Luxembourg                | Boels Dolmans             | 1 pt                      |

| Classement de la montagne | Classement de la montagne | Classement de la montagne | Classement de la montagne | Classement de la montagne |
| Coureuse                  | Coureuse                  | Pays                      | Équipe                    | Points                    |
| ------------------------- | ------------------------- | ------------------------- | ------------------------- | ------------------------- |
| 1re                       | Sofie De Vuyst            | Belgique                  | Parkhotel Valkenburg      | 16 pts                    |
| 2e                        | Erica Magnaldi            | Italie                    | WNT-Rotor Pro Cycling     | 9 pts                     |
| 3e                        | Urša Pintar               | Slovénie                  | BTC City Ljubljana        | 8 pts                     |
| 4e                        | Sophie Wright             | Royaume-Uni               | Bigla                     | 7 pts                     |
| 5e                        | Olga Shekel               | Ukraine                   | Astana Women's Team       | 5 pts                     |
| 6e                        | Elena Pirrone             | Italie                    | Astana Women's Team       | 5 pts                     |
| 7e                        | Lisa Brennauer            | Allemagne                 | WNT-Rotor Pro Cycling     | 1 pt                      |
| 8e                        | Elizabeth Banks           | Royaume-Uni               | Bigla                     | 1 pt                      |
| 9e                        | Kathrin Hammes            | Allemagne                 | WNT-Rotor Pro Cycling     | 1 pt                      |
| 10e                       | Christine Majerus         | Luxembourg                | Boels Dolmans             | 1 pt                      |

| Classement du meilleur jeune | Classement du meilleur jeune | Classement du meilleur jeune | Classement du meilleur jeune | Classement du meilleur jeune |
| Coureuse                     | Coureuse                     | Pays                         | Équipe                       | Temps                        |
| ---------------------------- | ---------------------------- | ---------------------------- | ---------------------------- | ---------------------------- |
| 1re                          | Franziska Koch               | Allemagne                    | Watersley International      | 5 h 53 min 11 s              |
| 2e                           | Marta Lach                   | Pologne                      | CCC-Liv                      | + 15 s                       |
| 3e                           | Abby-Mae Parkinson           | Royaume-Uni                  | Drops                        | + 49 s                       |
| 4e                           | Eleanor Dickinson            | Royaume-Uni                  | Drops                        | + 56 s                       |
| 5e                           | Sophie Wright                | Royaume-Uni                  | Bigla                        | + 59 s                       |
| 6e                           | Elena Pirrone                | Italie                       | Astana Women's Team          | + 1 min 02 s                 |
| 7e                           | Barbara Malcotti             | Italie                       | Valcar Cylance               | + 1 min 03 s                 |
| 8e                           | Katia Ragusa                 | Italie                       | Bepink                       | + 1 min 03 s                 |
| 9e                           | Anastasiya Kolesava          | Biélorussie                  | Centre mondial du cyclisme   | + 1 min 51 s                 |
| 10e                          | Niamh Fisher-Black           | Nouvelle-Zélande             | Torelli-Assure               | + 2 min 12 s                 |

| Classement du meilleur jeune | Classement du meilleur jeune | Classement du meilleur jeune | Classement du meilleur jeune | Classement du meilleur jeune |
| Coureuse                     | Coureuse                     | Pays                         | Équipe                       | Temps                        |
| ---------------------------- | ---------------------------- | ---------------------------- | ---------------------------- | ---------------------------- |
| 1re                          | Franziska Koch               | Allemagne                    | Watersley International      | 5 h 53 min 11 s              |
| 2e                           | Marta Lach                   | Pologne                      | CCC-Liv                      | + 15 s                       |
| 3e                           | Abby-Mae Parkinson           | Royaume-Uni                  | Drops                        | + 49 s                       |
| 4e                           | Eleanor Dickinson            | Royaume-Uni                  | Drops                        | + 56 s                       |
| 5e                           | Sophie Wright                | Royaume-Uni                  | Bigla                        | + 59 s                       |
| 6e                           | Elena Pirrone                | Italie                       | Astana Women's Team          | + 1 min 02 s                 |
| 7e                           | Barbara Malcotti             | Italie                       | Valcar Cylance               | + 1 min 03 s                 |
| 8e                           | Katia Ragusa                 | Italie                       | Bepink                       | + 1 min 03 s                 |
| 9e                           | Anastasiya Kolesava          | Biélorussie                  | Centre mondial du cyclisme   | + 1 min 51 s                 |
| 10e                          | Niamh Fisher-Black           | Nouvelle-Zélande             | Torelli-Assure               | + 2 min 12 s                 |

## Évolution des classements
| Étape              |                    | Vainqueur _    | Classement général | Classement par points | Meilleure grimpeuse | Meilleure jeune |
| ------------------ | ------------------ | -------------- | ------------------ | --------------------- | ------------------- | --------------- |
| Prologue           | prologue           | Demi Vollering | Demi Vollering     | Demi Vollering        | non attribué        | Franziska Koch  |
| 1re étape          | étape vallonnée    | Marta Lach     | Demi Vollering     | Demi Vollering        | Urša Pintar         | Franziska Koch  |
| 2e étape           | étape vallonnée    | Lisa Brennauer | Lisa Brennauer     | Lisa Brennauer        | Sofie De Vuyst      | Franziska Koch  |
| Classements finals | Classements finals |                | Lisa Brennauer     | Lisa Brennauer        | Sofie De Vuyst      | Franziska Koch  |

## Liste des participantes
| Légende                             | Légende | Légende                                | Légende                                                                                              |
| ----------------------------------- | --- | -------------------------------------- | --- |
| Num                                 | Dossard de départ porté par la coureuse sur ce Festival Elsy Jacobs                                             | Pos                                    | Position finale au classement général                                                                |
| Leader du classement général        | Indique la vainqueur du classement général                                                                      | Leader du classement par points        | Indique la vainqueur du classement par points                                                        |
| Leader du classement de la montagne | Indique la vainqueur du classement de la montagne                                                               | Leader du classement du meilleur jeune | Indique la vainqueur du classement de la meilleure jeune                                             |
|                                     | Indique un maillot de champion national ou mondial, suivi de sa spécialité                                      | #                                      | Indique la meilleure équipe                                                                          |
| NP                                  | Indique une coureuse qui n'a pas pris le départ d'une étape, suivi du numéro de l'étape où elle s'est retirée   | AB                                     | Indique une coureuse qui n'a pas terminé une étape, suivi du numéro de l'étape où elle s'est retirée |
| HD                                  | Indique un coureuse qui a terminé une étape hors des délais, suivi du numéro de l'étape                         | DSQ                                    | Indique un coureur qui a été disqualifié de la course, suivi du numéro de l'étape                    |
| *                                   | Indique un coureuse en lice pour le classement de la meilleure jeune (coureuses nées après le 1er janvier 1997) |                                        | |

| Luxembourg LUX | Luxembourg LUX                      | Luxembourg LUX |
| -------------- | ----------------------------------- | -------------- |
| Num            | Coureuse                            | Pos            |
| 1              | Christine Majerus (route et chrono) | 9e             |
| 2              | Claire Faber                        | AB-2           |
| 3              | Nina Berton                         | AB-2           |
| 4              | Pia Wiltgen                         | AB-1           |
| 5              | Laetitia Maus                       | AB-1           |

| CCC-Liv CCC | CCC-Liv CCC                    | CCC-Liv CCC |
| ----------- | ------------------------------ | ----------- |
| Num         | Coureuse                       | Pos         |
| 11          | Agnieszka Skalniak-Sójka (POL) | AB-2        |
| 12          | Valerie Demey (BEL)            | 38e         |
| 13          | Marta Lach (POL)               | 11e         |
| 14          | Evy Kuijpers (NED)             | 24e         |
| 15          | Riejanne Markus (NED)          | 6e          |

| WNT-Rotor Pro Cycling WNT | WNT-Rotor Pro Cycling WNT     | WNT-Rotor Pro Cycling WNT |
| ------------------------- | ----------------------------- | ------------------------- |
| Num                       | Coureuse                      | Pos                       |
| 21                        | Lisa Brennauer (GER) (chrono) | 1re                       |
| 22                        | Kirsten Wild (NED)            | 52e                       |
| 23                        | Clara Koppenburg (GER)        | 62e                       |
| 24                        | Kathrin Hammes (GER)          | 8e                        |
| 25                        | Aafke Soet (NED)              | 64e                       |
| 26                        | Erica Magnaldi (ITA)          | 23e                       |

| Valcar Cylance VAL | Valcar Cylance VAL              | Valcar Cylance VAL |
| ------------------ | ------------------------------- | ------------------ |
| Num                | Coureuse                        | Pos                |
| 31                 | Alice Maria Arzuffi (ITA)       | 13e                |
| 32                 | Maria Giulia Confalonieri (ITA) | 7e                 |
| 33                 | Barbara Malcotti (ITA)          | 31e                |
| 34                 | Dalia Muccioli (ITA)            | 55e                |
| 35                 | Asja Paladin (ITA)              | 86e                |
| 36                 | Alessia Vigilia (ITA)           | 44e                |

| Parkhotel Valkenburg PHV | Parkhotel Valkenburg PHV | Parkhotel Valkenburg PHV |
| ------------------------ | ------------------------ | ------------------------ |
| Num                      | Coureuse                 | Pos                      |
| 41                       | Demi Vollering (NED)     | 2e                       |
| 42                       | Belle De Gast (NED)      | 70e                      |
| 43                       | Roxane Knetemann (NED)   | 43e                      |
| 44                       | Sophie de Boer (NED)     | 37e                      |
| 45                       | Sofie De Vuyst (BEL)     | 12e                      |
| 46                       | Loes Adegeest (NED)      | 82e                      |

| FDJ-Nouvelle Aquitaine-Futuroscope FDJ | FDJ-Nouvelle Aquitaine-Futuroscope FDJ | FDJ-Nouvelle Aquitaine-Futuroscope FDJ |
| -------------------------------------- | -------------------------------------- | -------------------------------------- |
| Num                                    | Coureuse                               | Pos                                    |
| 51                                     | Emilia Fahlin (SWE) (route)            | 5e                                     |
| 52                                     | Charlotte Becker (GER)                 | 15e                                    |
| 53                                     | Charlotte Bravard (FRA)                | AB-2                                   |
| 54                                     | Coralie Demay (FRA)                    | 47e                                    |
| 55                                     | Eugénie Duval (FRA)                    | 39e                                    |
| 56                                     | Lauren Kitchen (AUS)                   | 17e                                    |

| Bigla BIG | Bigla BIG                        | Bigla BIG |
| --------- | -------------------------------- | --------- |
| Num       | Coureuse                         | Pos       |
| 61        | Martina Alzini (ITA)             | 53e       |
| 62        | Elizabeth Banks (GBR)            | 3e        |
| 63        | Julie Norman Leth (DEN)          | 50e       |
| 64        | Nicole Hanselmann (SUI) (chrono) | 61e       |
| 65        | Sophie Wright (GBR)              | 29e       |

| BTC City Ljubljana BTC | BTC City Ljubljana BTC     | BTC City Ljubljana BTC |
| ---------------------- | -------------------------- | ---------------------- |
| Num                    | Coureuse                   | Pos                    |
| 71                     | Urša Pintar (SLO) (chrono) | 14e                    |
| 72                     | Hanna Nilsson (SWE)        | 21e                    |
| 73                     | Urška Žigart (SLO)         | 54e                    |
| 74                     | Špela Kern (SLO)           | 22e                    |

| Astana Women's Team ASA | Astana Women's Team ASA   | Astana Women's Team ASA |
| ----------------------- | ------------------------- | ----------------------- |
| Num                     | Coureuse                  | Pos                     |
| 81                      | Amiliya Iskakova (KAZ)    | AB-2                    |
| 82                      | Marina Kuzmina (KAZ)      | AB-1                    |
| 83                      | Elena Pirrone (ITA)       | 30e                     |
| 84                      | Faina Potapova (KAZ)      | 88e                     |
| 86                      | Olga Shekel (UKR) (route) | 19e                     |

| Bepink BPK | Bepink BPK              | Bepink BPK |
| ---------- | ----------------------- | ---------- |
| Num        | Coureuse                | Pos        |
| 91         | Tatiana Guderzo (ITA)   | 28e        |
| 92         | Simona Frapporti (ITA)  | 78e        |
| 93         | Francesca Pattaro (ITA) | 75e        |
| 95         | Nicole Steigenga (NED)  | 46e        |
| 96         | Katia Ragusa (ITA)      | 32e        |

| Eurotarget-Bianchi-Vitasana SBT | Eurotarget-Bianchi-Vitasana SBT | Eurotarget-Bianchi-Vitasana SBT |
| ------------------------------- | ------------------------------- | ------------------------------- |
| Num                             | Coureuse                        | Pos                             |
| 101                             | Arianna Fidanza (ITA)           | 20e                             |
| 102                             | Martina Fidanza (ITA)           | 72e                             |
| 103                             | Ana Maria Covrig (ROU)          | AB-2                            |
| 104                             | Beatrice Rossato (ITA)          | 45e                             |
| 105                             | Lisa Morzenti (ITA)             | 65e                             |
| 106                             | Elena Franchi (ITA)             | 33e                             |

| Drops DRP | Drops DRP                | Drops DRP |
| --------- | ------------------------ | --------- |
| Num       | Coureuse                 | Pos       |
| 111       | Abby-Mae Parkinson (GBR) | 25e       |
| 112       | Grace Anderson (NZL)     | AB-2      |
| 114       | Anna Christian (GBR)     | 34e       |
| 115       | Eleanor Dickinson (GBR)  | 27e       |
| 116       | Manon Lloyd (GBR)        | 71e       |

| Charente-Maritime CMW | Charente-Maritime CMW | Charente-Maritime CMW |
| --------------------- | --------------------- | --------------------- |
| Num                   | Coureuse              | Pos                   |
| 121                   | Pauline Allin (FRA)   | 74e                   |
| 122                   | India Grangier (FRA)  | AB-2                  |
| 123                   | Noémie Abgrall (FRA)  | AB-1                  |
| 124                   | Manon Minaud (FRA)    | 57e                   |
| 125                   | Lucie Lahaye (FRA)    | 48e                   |
| 126                   | Anaïs Morichon (FRA)  | 81e                   |

| d.velop ___ | d.velop ___                   | d.velop ___ |
| ----------- | ----------------------------- | ----------- |
| Num         | Coureuse                      | Pos         |
| 131         | Ricarda Bauernfeind (GER)     | 59e         |
| 132         | Dorothea Anna Heitzmann (GER) | 69e         |
| 133         | Tatjana Paller (GER)          | 80e         |
| 134         | Lena Charlotte Reißner (GER)  | 90e         |
| 135         | Naima Madlen Diesner (GER)    | 63e         |
| 136         | Michaela Ebert (GER)          | 89e         |

| Keukens Redant ___ | Keukens Redant ___        | Keukens Redant ___ |
| ------------------ | ------------------------- | ------------------ |
| Num                | Coureuse                  | Pos                |
| 141                | Stine Borgli (NOR)        | 10e                |
| 142                | Vibeke Lystad (NOR)       | 56e                |
| 143                | Birgitte Ravndal (NOR)    | 41e                |
| 146                | Ingvild Brattekleiv (NOR) | AB-1               |

| Remax ___ | Remax ___                      | Remax ___ |
| --------- | ------------------------------ | --------- |
| Num       | Coureuse                       | Pos       |
| 151       | Vera Adrian (NAM)              | 66e       |
| 152       | Fabienne Buri (SUI)            | 68e       |
| 153       | Selina Burch (SUI)             | 76e       |
| 154       | Martina Andrea Marchetto (ITA) | AB-2      |
| 155       | Jutta Stienen (SUI)            | 26e       |
| 156       | Sandra Weiss (SUI)             | 49e       |

| Watersley International ___ | Watersley International ___ | Watersley International ___ |
| --------------------------- | --------------------------- | --------------------------- |
| Num                         | Coureuse                    | Pos                         |
| 161                         | Sarah Inghelbrecht (BEL)    | 85e                         |
| 162                         | Franziska Koch (GER)        | 4e                          |
| 163                         | Mae Lang (EST)              | 79e                         |
| 164                         | Corinna Lechner (GER)       | 58e                         |
| 165                         | Bronwyn Macgregor (NZL)     | 67e                         |
| 166                         | Rylee McMullen (NZL)        | AB-2                        |

| Andy Schleck Cycles-Immo Losch ___ | Andy Schleck Cycles-Immo Losch ___  | Andy Schleck Cycles-Immo Losch ___ |
| ---------------------------------- | ----------------------------------- | ---------------------------------- |
| Num                                | Coureuse                            | Pos                                |
| 171                                | Elise Maes (LUX)                    | 18e                                |
| 172                                | Léna Mettraux (SUI)                 | 83e                                |
| 173                                | Michelle Andres (SUI)               | AB-2                               |
| 174                                | Sara Olsson (SWE)                   | 77e                                |
| 175                                | Viivi Puskala (FIN)                 | AB-2                               |
| 176                                | Line Marie Gulliksen (NOR) (chrono) | 87e                                |

| Torelli-Assure ___ | Torelli-Assure ___       | Torelli-Assure ___ |
| ------------------ | ------------------------ | ------------------ |
| Num                | Coureuse                 | Pos                |
| 182                | Jennifer George (GBR)    | 73e                |
| 183                | Olha Kulynych (UKR)      | AB-2               |
| 184                | Niamh Fisher-Black (NZL) | 40e                |
| 185                | Sophie Thackray (GBR)    | 60e                |
| 186                | Lydia Boylan (IRL)       | 84e                |

| Centre mondial du cyclisme WCC | Centre mondial du cyclisme WCC | Centre mondial du cyclisme WCC |
| ------------------------------ | ------------------------------ | ------------------------------ |
| Num                            | Coureuse                       | Pos                            |
| 191                            | Desiet Kidane (ERI)            | 42e                            |
| 192                            | Marlen Reusser (SUI) (chrono)  | AB-2                           |
| 193                            | Eyeru Tesfoam Gebru (ETH)      | 35e                            |
| 194                            | Anastasiya Kolesava (BLR)      | 36e                            |
| 195                            | Alice Sharpe (IRL)             | 16e                            |
| 196                            | Anabel Yapura (ARG)            | 51e                            |

| Luxembourg LUX | Luxembourg LUX                      | Luxembourg LUX |
| -------------- | ----------------------------------- | -------------- |
| Num            | Coureuse                            | Pos            |
| 1              | Christine Majerus (route et chrono) | 9e             |
| 2              | Claire Faber                        | AB-2           |
| 3              | Nina Berton                         | AB-2           |
| 4              | Pia Wiltgen                         | AB-1           |
| 5              | Laetitia Maus                       | AB-1           |

| CCC-Liv CCC | CCC-Liv CCC                    | CCC-Liv CCC |
| ----------- | ------------------------------ | ----------- |
| Num         | Coureuse                       | Pos         |
| 11          | Agnieszka Skalniak-Sójka (POL) | AB-2        |
| 12          | Valerie Demey (BEL)            | 38e         |
| 13          | Marta Lach (POL)               | 11e         |
| 14          | Evy Kuijpers (NED)             | 24e         |
| 15          | Riejanne Markus (NED)          | 6e          |

| WNT-Rotor Pro Cycling WNT | WNT-Rotor Pro Cycling WNT     | WNT-Rotor Pro Cycling WNT |
| ------------------------- | ----------------------------- | ------------------------- |
| Num                       | Coureuse                      | Pos                       |
| 21                        | Lisa Brennauer (GER) (chrono) | 1re                       |
| 22                        | Kirsten Wild (NED)            | 52e                       |
| 23                        | Clara Koppenburg (GER)        | 62e                       |
| 24                        | Kathrin Hammes (GER)          | 8e                        |
| 25                        | Aafke Soet (NED)              | 64e                       |
| 26                        | Erica Magnaldi (ITA)          | 23e                       |

| Valcar Cylance VAL | Valcar Cylance VAL              | Valcar Cylance VAL |
| ------------------ | ------------------------------- | ------------------ |
| Num                | Coureuse                        | Pos                |
| 31                 | Alice Maria Arzuffi (ITA)       | 13e                |
| 32                 | Maria Giulia Confalonieri (ITA) | 7e                 |
| 33                 | Barbara Malcotti (ITA)          | 31e                |
| 34                 | Dalia Muccioli (ITA)            | 55e                |
| 35                 | Asja Paladin (ITA)              | 86e                |
| 36                 | Alessia Vigilia (ITA)           | 44e                |

| Parkhotel Valkenburg PHV | Parkhotel Valkenburg PHV | Parkhotel Valkenburg PHV |
| ------------------------ | ------------------------ | ------------------------ |
| Num                      | Coureuse                 | Pos                      |
| 41                       | Demi Vollering (NED)     | 2e                       |
| 42                       | Belle De Gast (NED)      | 70e                      |
| 43                       | Roxane Knetemann (NED)   | 43e                      |
| 44                       | Sophie de Boer (NED)     | 37e                      |
| 45                       | Sofie De Vuyst (BEL)     | 12e                      |
| 46                       | Loes Adegeest (NED)      | 82e                      |

| FDJ-Nouvelle Aquitaine-Futuroscope FDJ | FDJ-Nouvelle Aquitaine-Futuroscope FDJ | FDJ-Nouvelle Aquitaine-Futuroscope FDJ |
| -------------------------------------- | -------------------------------------- | -------------------------------------- |
| Num                                    | Coureuse                               | Pos                                    |
| 51                                     | Emilia Fahlin (SWE) (route)            | 5e                                     |
| 52                                     | Charlotte Becker (GER)                 | 15e                                    |
| 53                                     | Charlotte Bravard (FRA)                | AB-2                                   |
| 54                                     | Coralie Demay (FRA)                    | 47e                                    |
| 55                                     | Eugénie Duval (FRA)                    | 39e                                    |
| 56                                     | Lauren Kitchen (AUS)                   | 17e                                    |

| Bigla BIG | Bigla BIG                        | Bigla BIG |
| --------- | -------------------------------- | --------- |
| Num       | Coureuse                         | Pos       |
| 61        | Martina Alzini (ITA)             | 53e       |
| 62        | Elizabeth Banks (GBR)            | 3e        |
| 63        | Julie Norman Leth (DEN)          | 50e       |
| 64        | Nicole Hanselmann (SUI) (chrono) | 61e       |
| 65        | Sophie Wright (GBR)              | 29e       |

| BTC City Ljubljana BTC | BTC City Ljubljana BTC     | BTC City Ljubljana BTC |
| ---------------------- | -------------------------- | ---------------------- |
| Num                    | Coureuse                   | Pos                    |
| 71                     | Urša Pintar (SLO) (chrono) | 14e                    |
| 72                     | Hanna Nilsson (SWE)        | 21e                    |
| 73                     | Urška Žigart (SLO)         | 54e                    |
| 74                     | Špela Kern (SLO)           | 22e                    |

| Astana Women's Team ASA | Astana Women's Team ASA   | Astana Women's Team ASA |
| ----------------------- | ------------------------- | ----------------------- |
| Num                     | Coureuse                  | Pos                     |
| 81                      | Amiliya Iskakova (KAZ)    | AB-2                    |
| 82                      | Marina Kuzmina (KAZ)      | AB-1                    |
| 83                      | Elena Pirrone (ITA)       | 30e                     |
| 84                      | Faina Potapova (KAZ)      | 88e                     |
| 86                      | Olga Shekel (UKR) (route) | 19e                     |

| Bepink BPK | Bepink BPK              | Bepink BPK |
| ---------- | ----------------------- | ---------- |
| Num        | Coureuse                | Pos        |
| 91         | Tatiana Guderzo (ITA)   | 28e        |
| 92         | Simona Frapporti (ITA)  | 78e        |
| 93         | Francesca Pattaro (ITA) | 75e        |
| 95         | Nicole Steigenga (NED)  | 46e        |
| 96         | Katia Ragusa (ITA)      | 32e        |

| Eurotarget-Bianchi-Vitasana SBT | Eurotarget-Bianchi-Vitasana SBT | Eurotarget-Bianchi-Vitasana SBT |
| ------------------------------- | ------------------------------- | ------------------------------- |
| Num                             | Coureuse                        | Pos                             |
| 101                             | Arianna Fidanza (ITA)           | 20e                             |
| 102                             | Martina Fidanza (ITA)           | 72e                             |
| 103                             | Ana Maria Covrig (ROU)          | AB-2                            |
| 104                             | Beatrice Rossato (ITA)          | 45e                             |
| 105                             | Lisa Morzenti (ITA)             | 65e                             |
| 106                             | Elena Franchi (ITA)             | 33e                             |

| Drops DRP | Drops DRP                | Drops DRP |
| --------- | ------------------------ | --------- |
| Num       | Coureuse                 | Pos       |
| 111       | Abby-Mae Parkinson (GBR) | 25e       |
| 112       | Grace Anderson (NZL)     | AB-2      |
| 114       | Anna Christian (GBR)     | 34e       |
| 115       | Eleanor Dickinson (GBR)  | 27e       |
| 116       | Manon Lloyd (GBR)        | 71e       |

| Charente-Maritime CMW | Charente-Maritime CMW | Charente-Maritime CMW |
| --------------------- | --------------------- | --------------------- |
| Num                   | Coureuse              | Pos                   |
| 121                   | Pauline Allin (FRA)   | 74e                   |
| 122                   | India Grangier (FRA)  | AB-2                  |
| 123                   | Noémie Abgrall (FRA)  | AB-1                  |
| 124                   | Manon Minaud (FRA)    | 57e                   |
| 125                   | Lucie Lahaye (FRA)    | 48e                   |
| 126                   | Anaïs Morichon (FRA)  | 81e                   |

| d.velop ___ | d.velop ___                   | d.velop ___ |
| ----------- | ----------------------------- | ----------- |
| Num         | Coureuse                      | Pos         |
| 131         | Ricarda Bauernfeind (GER)     | 59e         |
| 132         | Dorothea Anna Heitzmann (GER) | 69e         |
| 133         | Tatjana Paller (GER)          | 80e         |
| 134         | Lena Charlotte Reißner (GER)  | 90e         |
| 135         | Naima Madlen Diesner (GER)    | 63e         |
| 136         | Michaela Ebert (GER)          | 89e         |

| Keukens Redant ___ | Keukens Redant ___        | Keukens Redant ___ |
| ------------------ | ------------------------- | ------------------ |
| Num                | Coureuse                  | Pos                |
| 141                | Stine Borgli (NOR)        | 10e                |
| 142                | Vibeke Lystad (NOR)       | 56e                |
| 143                | Birgitte Ravndal (NOR)    | 41e                |
| 146                | Ingvild Brattekleiv (NOR) | AB-1               |

| Remax ___ | Remax ___                      | Remax ___ |
| --------- | ------------------------------ | --------- |
| Num       | Coureuse                       | Pos       |
| 151       | Vera Adrian (NAM)              | 66e       |
| 152       | Fabienne Buri (SUI)            | 68e       |
| 153       | Selina Burch (SUI)             | 76e       |
| 154       | Martina Andrea Marchetto (ITA) | AB-2      |
| 155       | Jutta Stienen (SUI)            | 26e       |
| 156       | Sandra Weiss (SUI)             | 49e       |

| Watersley International ___ | Watersley International ___ | Watersley International ___ |
| --------------------------- | --------------------------- | --------------------------- |
| Num                         | Coureuse                    | Pos                         |
| 161                         | Sarah Inghelbrecht (BEL)    | 85e                         |
| 162                         | Franziska Koch (GER)        | 4e                          |
| 163                         | Mae Lang (EST)              | 79e                         |
| 164                         | Corinna Lechner (GER)       | 58e                         |
| 165                         | Bronwyn Macgregor (NZL)     | 67e                         |
| 166                         | Rylee McMullen (NZL)        | AB-2                        |

| Andy Schleck Cycles-Immo Losch ___ | Andy Schleck Cycles-Immo Losch ___  | Andy Schleck Cycles-Immo Losch ___ |
| ---------------------------------- | ----------------------------------- | ---------------------------------- |
| Num                                | Coureuse                            | Pos                                |
| 171                                | Elise Maes (LUX)                    | 18e                                |
| 172                                | Léna Mettraux (SUI)                 | 83e                                |
| 173                                | Michelle Andres (SUI)               | AB-2                               |
| 174                                | Sara Olsson (SWE)                   | 77e                                |
| 175                                | Viivi Puskala (FIN)                 | AB-2                               |
| 176                                | Line Marie Gulliksen (NOR) (chrono) | 87e                                |

| Torelli-Assure ___ | Torelli-Assure ___       | Torelli-Assure ___ |
| ------------------ | ------------------------ | ------------------ |
| Num                | Coureuse                 | Pos                |
| 182                | Jennifer George (GBR)    | 73e                |
| 183                | Olha Kulynych (UKR)      | AB-2               |
| 184                | Niamh Fisher-Black (NZL) | 40e                |
| 185                | Sophie Thackray (GBR)    | 60e                |
| 186                | Lydia Boylan (IRL)       | 84e                |

| Centre mondial du cyclisme WCC | Centre mondial du cyclisme WCC | Centre mondial du cyclisme WCC |
| ------------------------------ | ------------------------------ | ------------------------------ |
| Num                            | Coureuse                       | Pos                            |
| 191                            | Desiet Kidane (ERI)            | 42e                            |
| 192                            | Marlen Reusser (SUI) (chrono)  | AB-2                           |
| 193                            | Eyeru Tesfoam Gebru (ETH)      | 35e                            |
| 194                            | Anastasiya Kolesava (BLR)      | 36e                            |
| 195                            | Alice Sharpe (IRL)             | 16e                            |
| 196                            | Anabel Yapura (ARG)            | 51e                            |

## Organisation et règlement

### Organisation
Le président et trésorier de l'organisation est Pauly Michel. La secrétaire est Marie-Rose Moro.

### Règlement de la course

#### Délais
Lors d'une course cycliste, les coureurs sont tenus d'arriver dans un laps de temps imparti à la suite du premier pour pouvoir être classés. Les délais prévus sont de 12 % pour toutes les étapes en ligne et 33 % pour le prologue. La règle des trois kilomètres s'applique conformément au règlement UCI.

#### Classements et bonifications
Le classement général individuel au temps est calculé par le cumul des temps enregistrés dans chacune des étapes parcourues. Des bonifications et d'éventuelles pénalisations sont incluses dans le calcul du classement. Le coureur qui est premier de ce classement est porteur du maillot jaune. En cas d'égalité au temps, les centièmes de secondes du prologue sont pris en considération. En cas de nouvelle égalité, la somme des places obtenues sur chaque étape départage les concurrentes.
Des bonifications sont attribuées dans cette épreuve. L'arrivée des étapes donne dix, six et quatre secondes de bonifications aux trois premières.

##### Classement par points
Le maillot vert, récompense le classement par points. Celui-ci se calcule selon le classement lors des arrivées d'étape.  
Les étapes en ligne attribuent aux dix premières des points selon le décompte suivant : 15, 12, 10, 8, 7, 6, 5, 4, 3 et 2. Le prologue attribue 8, 5, 4, 3, 2 et 1 point. En cas d'égalité, les coureurs sont prioritairement départagés par le nombre de victoires d'étapes. Si l'égalité persiste, la somme des places sur les étapes est réalisée, enfin la place obtenue au classement général entrent en compte. Pour être classé, un coureur doit avoir terminé la course dans les délais.

##### Classement de la montagne
Le maillot rouge, récompense le classement de la montagne. Les monts attribuent 5, 3 et 1 points aux trois premières. En cas d'égalité, le nombre de première places sur les grand prix des monts sont décomptés. Si l'égalité persiste, la place obtenue au classement général entrent en compte.

##### Classement de la meilleure jeune
Le classement de la meilleure jeune ne concerne qu'une certaine catégorie de coureuses, celles étant âgées de moins de 23 ans. C'est-à-dire aux coureuses nées après le 1er janvier 1997. Ce classement, basé sur le classement général, attribue au premier un maillot blanc.

##### Répartition des maillots
Chaque coureuse en tête d'un classement est porteuse du maillot ou du dossard distinctif correspondant. Cependant, dans le cas où une coureuse dominerait plusieurs classements, celle-ci ne porte qu'un seul maillot distinctif, selon une priorité de classements. Le classement général au temps est le classement prioritaire, suivi du classement par points, du classement de la montagne et du classement de la meilleure jeune. Si ce cas de figure se produit, le maillot correspondant au classement annexe de priorité inférieure n'est pas porté par celui qui domine ce classement mais par son deuxième.

#### Primes
Les étapes en ligne, permettent de remporter les primes suivantes:
| Position | 1er     | 2e    | 3e    | 4e    | 5e    | 6e    | 7e    | 8e    | 9e    | 10e   |
| Prix     | 1 000 € | 500 € | 300 € | 210 € | 200 € | 165 € | 145 € | 125 € | 125 € | 125 € |

En sus, les coureuses placées de la 11e à la 15e place gagnent 80 €.
Le prologue rapporte lui :
| Position | 1er   | 2e    | 3e    | 4e    | 5e    | 6e    | 7e    | 8e   | 9e   | 10e  |
| Prix     | 500 € | 300 € | 200 € | 155 € | 145 € | 125 € | 110 € | 95 € | 95 € | 95 € |

En sus, les coureuses placées de la 11e à la 15e place gagnent 60 €.
Le classement général final attribue les sommes suivantes :
| Position | 1er     | 2e    | 3e    | 4e    | 5e    | 6e   | 7e   | 8e   | 9e   | 10e  |
| Prix     | 2 000 € | 700 € | 300 € | 200 € | 150 € | 90 € | 80 € | 70 € | 70 € | 70 € |

En sus, les coureuses placées de la 11e à la 15e place gagnent 45 €.

#### Prix
Les classements finals de la montagne et par points rapportent 300, 200 et 100 € aux trois premières. À la fin de chaque étape, la leader du classement de la montagne gagne 100 €. Le classement de la meilleure jeune et celui de la meilleure Luxembourgeoise rapporte 100, 50 et 25 € sur chaque étape puis 100 € pour la lauréate finale. Le prix de la combativité attribue 350 €.